# شکار نهنگ (فیلم کوتاه)
شکار نهنگ (به ژاپنی: Kujiratori (くじらとり, ترجمه: Whale Hunt) یک فیلم کوتاه پویانمایی ژاپنی محصول سال ۲۰۰۱ به نویسندگی و کارگردانی هایائو میازاکی است که فقط در استودیو جیبوری در میتاکا ژاپن نمایش داده می‌شود. مدت این فیلم ۱۶ دقیقه است. این سبک در مقایسه با سایر فیلم‌های استودیو گیبلی به سبک متفاوت و ساده‌تری کشیده شده و از رنگ‌های روشن پاستل استفاده می‌کند.
شکار نهنگ داستان کودکان مدرسه ای را روایت می‌کند که وانمود می‌کنند در حال ساخت قایق هستند. همان‌طور که تخیل جای واقعیت را می‌گیرد، آنها خود را در اقیانوس پیدا می‌کنند و به دنبال یک نهنگ می‌روند. یک نهنگ بزرگ و ملایم ظاهر می‌شود، کودکان را به زمین بازمی‌گرداند و با آنها بازی می‌کند. بعد خیال تمام می‌شود و بچه‌ها به اتاق کلاسشان برمی گردند.
این فیلم در جشنواره بین‌المللی فیلم کودکان نیویورک ۲۰۰۲ به نمایش درآمد. این فیلم کوتاه جایزه افیجی نوبورو را در جایزه فیلم ماینیچی ۲۰۰۱ از آن خود کرد.